# Santa Lucía (estación del Metro de Santiago)
Santa Lucía es una estación ferroviaria que forma parte de la Línea 1 de la red del Metro de Santiago de Chile. Se encuentra subterránea, entre las estaciones Universidad de Chile y Universidad Católica de la misma línea. Se ubica en la Alameda del Libertador Bernardo O'Higgins a la altura del 500, en la comuna de Santiago.
Se espera que para el año 2032 se convierta en una estación de combinación con la futura Línea 9.

## Características y entorno

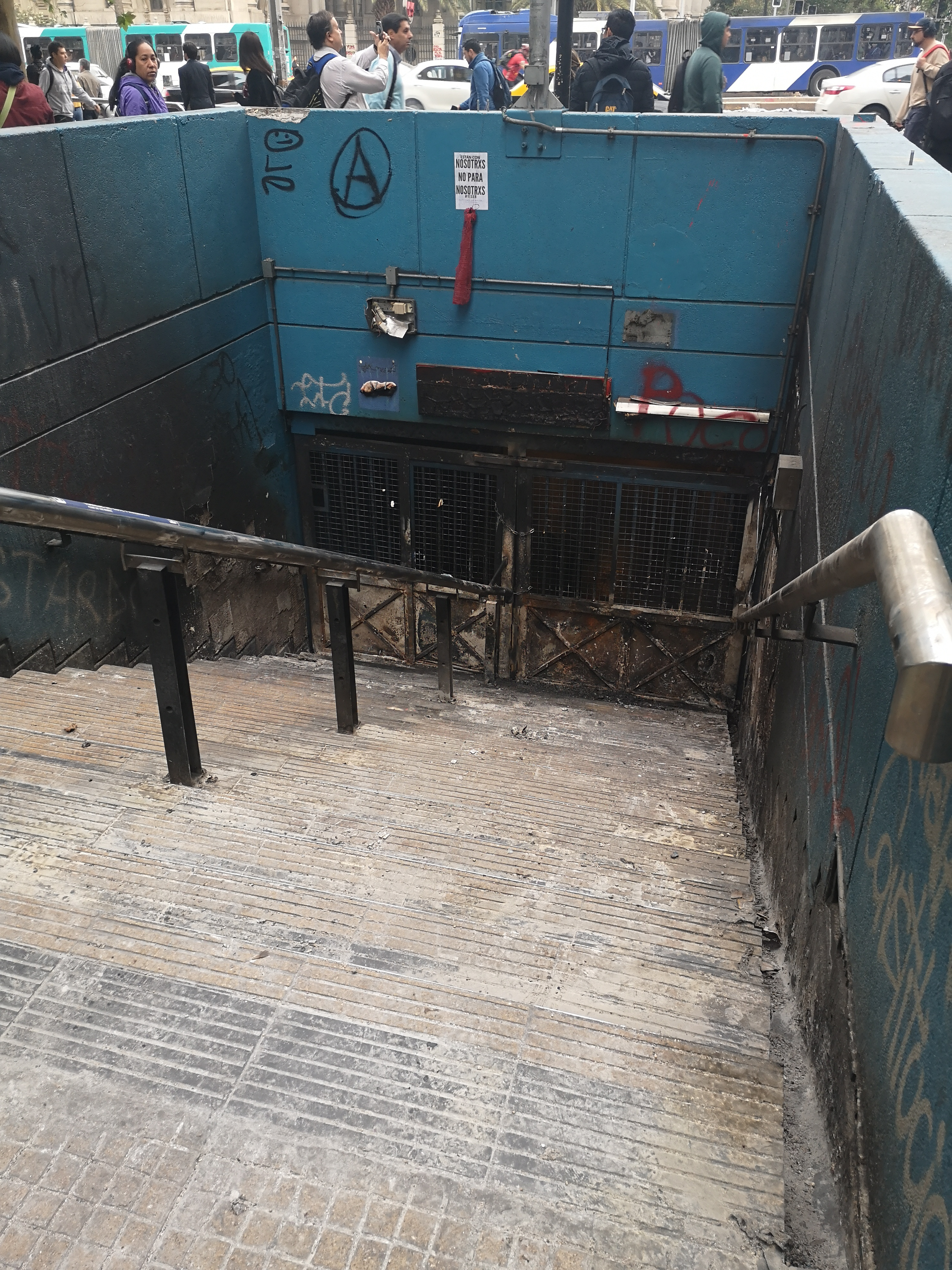
Acceso norte a la estación incendiado el 28 de octubre de 2019.

Presenta un flujo regular de pasajeros que se incrementan en las horas punta del uso del ferrocarril: en las mañanas y en las tardes. La estación se encuentra en una zona céntrico-residencial. La estación posee una afluencia diaria promedio de 47 859 pasajeros.
En el entorno inmediato de la estación, se encuentra el Cerro Santa Lucía al lado noreste de ésta. Justo en la salida norte también está la Biblioteca Nacional de Chile, edificio con carácter de Monumento Nacional ubicado en la acera norte de la Alameda del Libertador Bernardo O'Higgins. La estación también se encuentra próxima a la calle Miraflores y la Avenida Santa Rosa, esta última de gran tráfico vehicular y uno de los ejes troncales del plan de transporte urbano Red Metropolitana de Movilidad.
El 10 de junio de 2019 fue inaugurada la intervención "PlazaMetro" en la salida sur de la estación, realizada por la ONG "Espacio Lúdico", en la cual se añaden espacios de juego, bancas y decoración visual. El 28 de octubre del mismo año, en el marco de las protestas desarrolladas en Chile, el acceso norte fue incendiado, con lo cual toda la estación se mantuvo cerrada en los días siguientes. La estación volvió a abrir sus puertas el 18 de diciembre de 2019.

### Accesos
| Acceso | Intersección           |
| ------ | ---------------------- |
| A      | Alameda con Miraflores |
| B      | Alameda con San Isidro |

## MetroArte

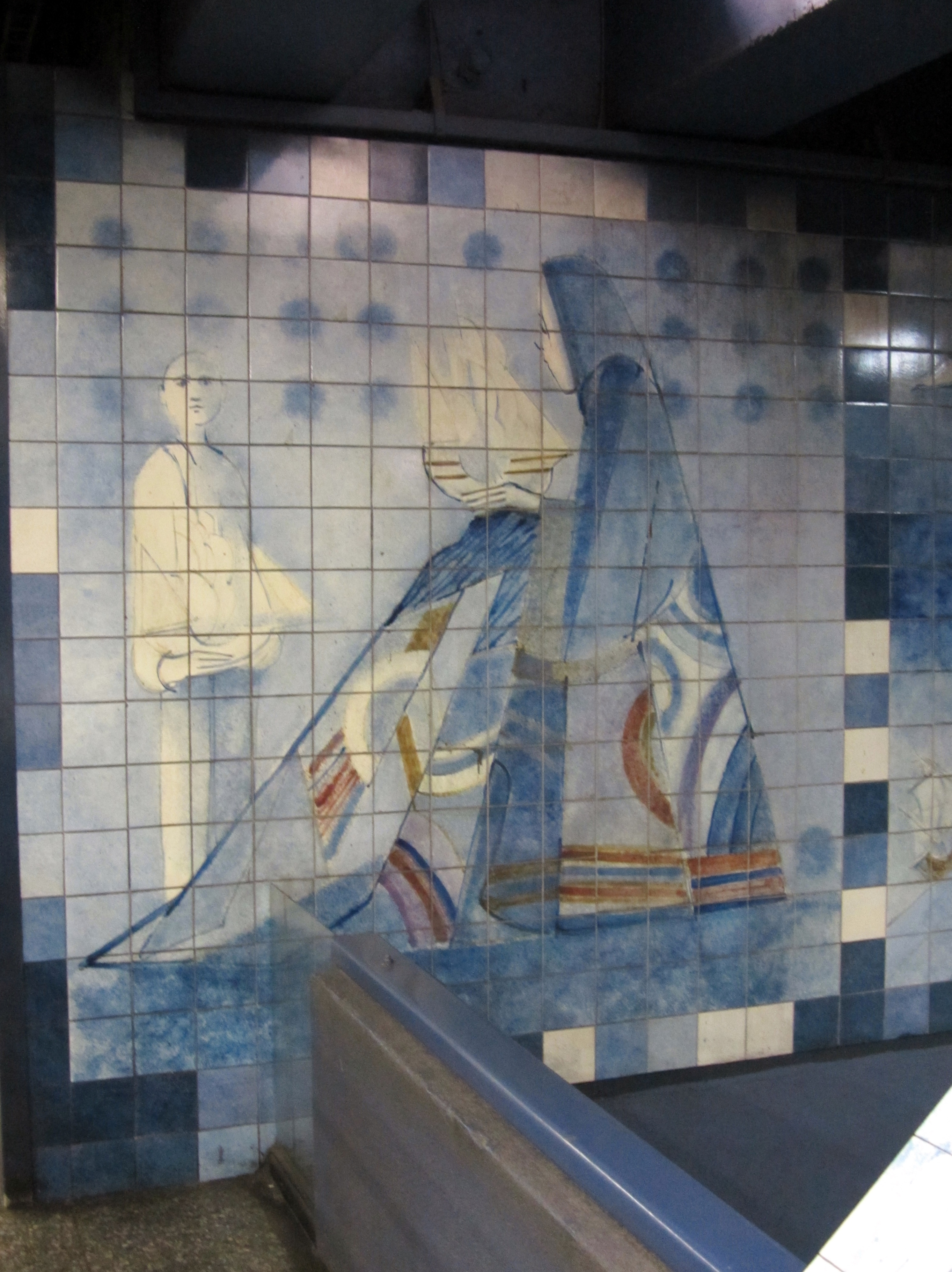
Fragmento de Azulejos para Santiago.

El 10 de noviembre de 1996 se inauguró una de las obras pertenecientes al programa de MetroArte. El proyecto, llamado Azulejos para Santiago, está compuesto por azulejos en diversos tonos azules y blancos y fue realizada por el artista portugués Rogério Ribeiro. La superficie total es de 600 metros cuadrados.
El aporte fue realizado en el contexto de la Exposición Especializada de Lisboa de 1998, la cual se enfocó principalmente en los océanos. Azulejos para Santiago fue entregado al subterráneo chileno para promocionar en el país la realización de dicha exposición.

## Origen etimológico
El 12 de febrero de 1541, el conquistador Pedro de Valdivia funda, según la tradición, la ciudad de Santiago en los faldeos de un cerro llamado Huelén por los indígenas. Valdivia renombra este cerro como Cerro Santa Lucía en honor a la santa Lucía de Siracusa. La estación se encuentra justo en el faldeo sur de dicho cerro.
Antiguamente se simbolizaba con una especie de flor o planta, aludiendo al carácter natural presente en el cerro.

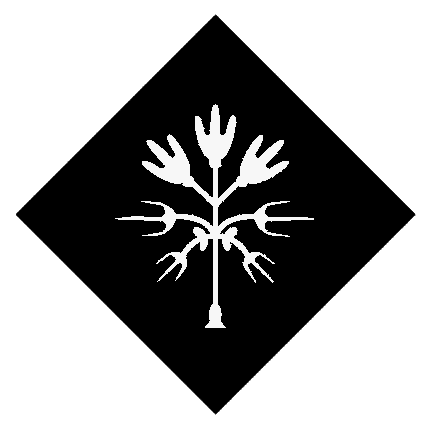
Antiguo símbolo con que se identificó a la estación.
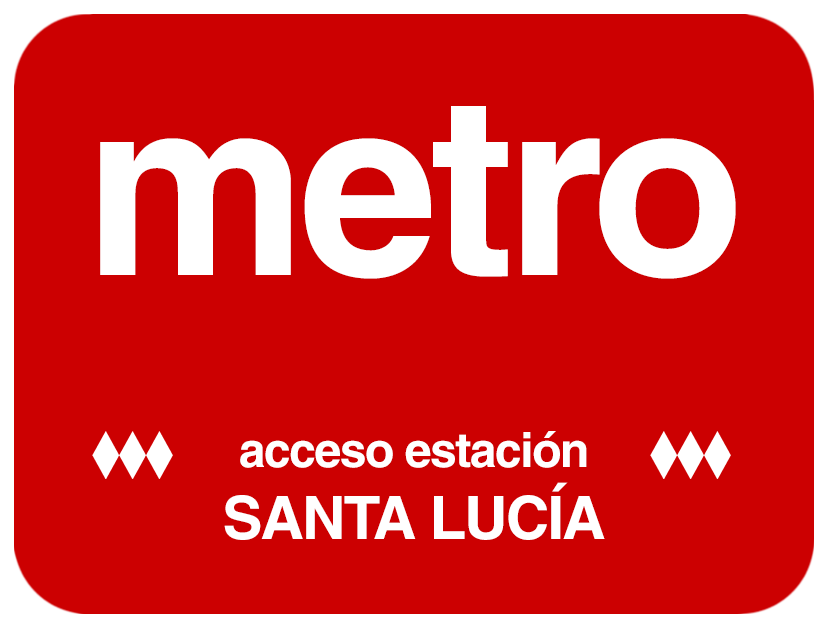
Letrero utilizado en los accesos a la estación hasta 1997.
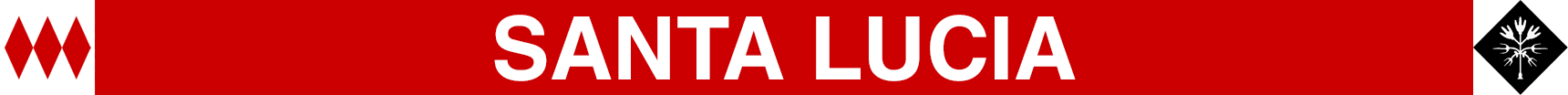
Cenefa antigua utilizada en los andenes.
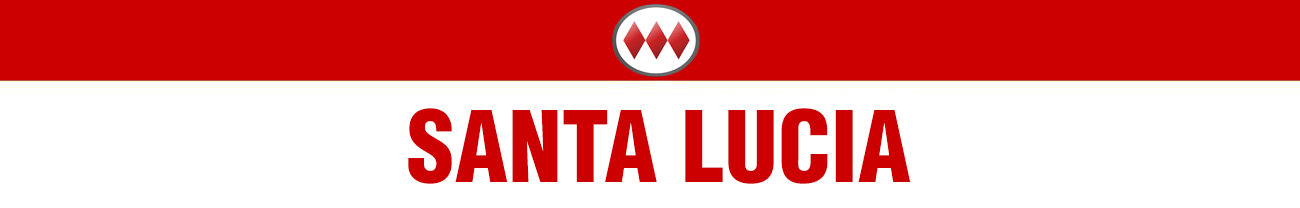
Cenefa utilizada actualmente en los andenes.
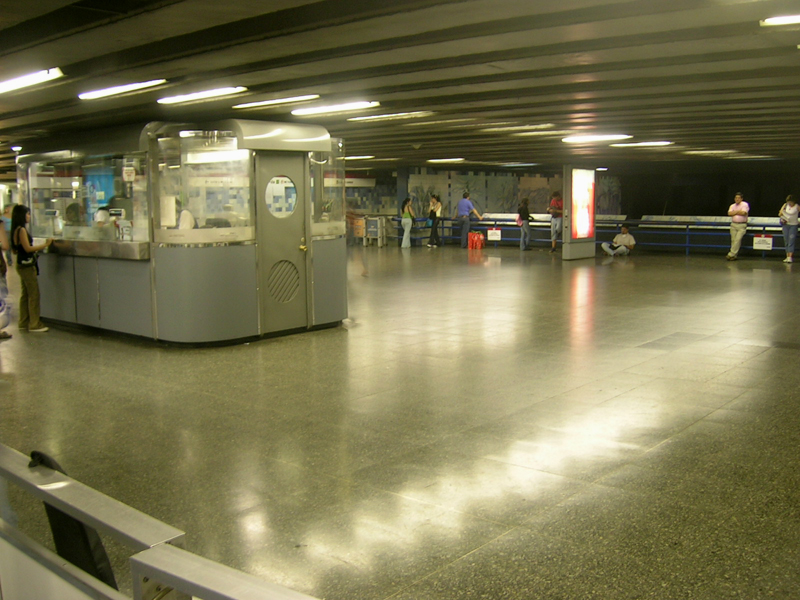
Boleterías de la estación.

## Conexión con Red Metropolitana de Movilidad
La estación posee 13 paraderos de la Red Metropolitana de Movilidad en sus alrededores (sin la existencia del paradero 13), los cuales corresponden a:
| Paradero/ Código                      | Recorridos |
| ------------------------------------- | --- |
| Parada 1 / Metro Santa Lucía (PA156)  | 203e (Centro) - 206 (Centro) - 207 (Mapocho) - 207e (Mapocho) - 214 (Los Libertadores) - 226 (Centro) - 230 (Los Libertadores) - B02 (El Barrero) - B24 (Huamachuco) |
| Parada 2 / Metro Santa Lucía (PA182)  | 210 (Estación Central) - 210e (Estación Central) - 210v (Estación Central) - 345 (Lo Espejo) - 403 (Metro Santa Ana) - 513 (El Montijo) - 518 (J.J. Pérez) - F30n (La Moneda) |
| Parada 3 / Metro Santa Lucía (PA385)  | 412 (Enea) - 418 (Enea) - 516 (Pudahuel Sur) - 519 (Alameda) |
| Parada 4 / Metro Santa Lucía (PA168)  | 106 (Peñalolén) - 109n (Plaza Italia) - 210 (Puente Alto) - 210e (Puente Alto) - 210v (Av. México) - 345 (Alameda) - 403 (La Reina) - 419 (Plaza Italia) - 422 (La Reina) - 423 (Plaza Italia) - 445c (Vitacura) - 481 (Plaza Italia) - 513 (José Arrieta) - 516 (Las Parcelas) - 518 (Bilbao) - 519 (Av. Grecia) - F30n (Bajos de Mena) |
| Parada 5 / Metro Santa Lucía (PA371)  | 303 (Plaza Italia) - 307 (Plaza Italia) - 307e (Plaza Italia) - 314 (Plaza Italia) - 315e (Plaza Italia) - 405 (Cantagallo) - 406 (Cantagallo) - 426 (La Dehesa) - B27 (Metro Salvador) |
| Parada 6 / Metro Santa Lucía (PA115)  | 204 (Fin del recorrido / Pie Andino) - 204e (Fin del recorrido / Gabriela) - 204n (Fin del recorrido / Pie Andino) |
| Parada 7 / Metro Santa Lucía (PA138)  | 205 (Fin del recorrido / Puente Alto) - 209 (Fin del recorrido / El Volcán) |
| Parada 8 / Metro Santa Lucía (PA109)  | 203 (Huechuraba) - 203e (Centro) - 203n (Huechuraba) - 208 (Huechuraba) - B30n (Renca) - B31n (Quilicura) |
| Parada 9 / Metro Santa Lucía (PA340)  | 401 (Las Condes) - 407 (Las Condes) - 412 (La Reina) - 418 (Av. Tobalaba) - 421 (San Carlos de Apoquindo) - 432n (La Reina) - 541n (Colón) |
| Parada 10 / Metro Santa Lucía (PA374) | 406 (Pudahuel) - 407 (Enea) - 422 (Población Teniente Merino) - 426 (Pudahuel) - I10n (Fin de Recorrido / Villa Los Héroes) - I14n (Fin de Recorrido / Mall Plaza Oeste) |
| Parada 11 / Metro Santa Lucía (PA91)  | 203 (La Pintana) - 203e (La Pintana) - 203n (La Pintana) - 206 (La Pintana) - 207 (Av. Santa Rosa) - 207e (Av. Santa Rosa) - 208 (Fin del recorrido) - 214 (Santa Olga) - 226 (Nonato Coo) - 230 (Fin del recorrido) - B30n (Fin del recorrido)                                                                                          |
| Parada 12 / Metro Santa Lucía (PA344) | 106 (Nueva San Martín) - 109n (Maipú) - 125 (Lo Espejo) - 302n (Fin de Recorrido / La Pintana) - 401 (Maipú) - 405 (Maipú) - 419 (Villa Los Héroes) - 421 (Maipú) - 423 (Nueva San Martín) - 424 (Pudahuel Sur) - 432n (Maipú) - 445c (Centro) - 481 (Av. Portales) - 541n (El Tranque)                                                  |
| Parada 14 / Metro Santa Lucía (PA626) | 404 (Mapocho) - B02n (El Barrero) |